# Cleburne County, Alabama
Cleburne County är ett county i den amerikanska delstaten Alabama. 2012 uppskattades countyt ha 14 832 invånare. Den administrativa huvudorten (county seat) är Heflin.

## Geografi
2013 hade countyt en total area på 1 453,01 km². 1 450,66 km² av arean var land och 2,35 km² var vatten.

### Angränsande countyn
- Cherokee County, Alabama - nord
- Polk County, Georgia - nordöst
- Haralson County, Georgia - öst
- Carroll County, Georgia - sydöst
- Randolph County, Alabama - syd
- Clay County, Alabama - sydväst
- Talladega County, Alabama - sydväst
- Calhoun County, Alabama - väst